# فيكتوريا روفو
فيكتوريا روفو (بالإسبانية: Victoria Ruffo)‏، ممثلة من المكسيك من أصل إيطالي ولدت 31 مايو عام 1962 في مدينة مكسيكو. بدأت مسيرتها الفنية عام 1980 بمشاركتها في تيلينوفيلا (Conflictos de un Médico) من إخراج إرنتسو الونسو وتابعت مسيرتها بالمشاركة في مسلسل (Al Rojo Vivo ) مع آلما موريل و سيلفيا باسكيل. جمعتها صداقة مع الكوميدي اوخينيوديربيز ثم تزوجا عام 1990 وأنجبا طفلا، بعد ذلك تطلقا فتزوجت مجددا من خوسي أرماندو ولم يدم زواجهما طويلا أيضا. [بحاجة لمصدر]

## وصلات خارجية
- Victoria Ruffo Official Web Page
- Telemundo Website
- فيكتوريا روفو على موقع IMDb (الإنجليزية)
- فيكتوريا روفو على موقع روتن توميتوز (الإنجليزية)
- فيكتوريا روفو على موقع أول موفي (الإنجليزية)
- فيكتوريا روفو على موقع قاعدة بيانات الفيلم (الإنجليزية)